# Meulles
Meulles är en kommun i departementet Calvados i regionen Normandie i norra Frankrike. Kommunen ligger i kantonen Orbec som ligger i arrondissementet Lisieux. År 2018 hade Meulles 358 invånare.

## Befolkningsutveckling
Antalet invånare i kommunen Meulles
Referens:INSEE